# Emebert de Cambrai
Emebert (+710) va ser un bisbe o clergue de Cambrai declarat sant. Ha estat assimilat al bisbe Ablebert, bisbe de Cambrai del segle viii, però era bisbe el 633, massa aviat; el següent bisbe conegut fou Aubert que va morir abans del 679; i vers el 710 era bisbe Vindicià, el que fa que es pensi que potser no fou bisbe sinó un clergue. Se'l suposa fill del duc Witger de Lotaríngia i de santa Amalberga de Maubege. Era germà de tres santes: Reineldis (màrtir), Gudula, Faraildis; el parentiu amb Ermelinda de Meldert (una altra germana que se li ha atribuït alguna vegada) és impossible cronològicament.
Segons la Gesta Episcoporum Cameracensis fou enterrat a Ham, prop de Cambrai, però després el seu cos fou portat a l'abadia de Maubeuge on la seva mare va ser monja.
Se celebra la festa el 15 de gener i el seu culte és destacat a Arràs, Cambrai i Gent.